# Christine Kangaloo
Christine Carla Kangaloo Garcia és una política de Trinitat i Tobago i l'actual presidenta del Senat de Trinitat i Tobago. És l'única persona que exerceix com a presidenta i vicepresidenta del Senat de Trinitat i Tobago, la primera dona que va exercir com a vicepresidenta del Senat i la tercera dona que va exercir com a presidenta en funcions de Trinitat i Tobago i presidenta del Senat. Kangaloo ha servit com a senadora de l'oposició, ministra a l'Oficina del Primer Ministre, ministra d'Afers Jurídics i ministra de Ciència, Tecnologia i Educació Terciària en governs anteriors del Moviment Popular Nacional.

## Biografia
Christine Kangaloo va nàixer en una família presbiteriana indotrinidadiana. Es va graduar a la Universitat de les Índies Occidentals i a la Facultat de Dret Hugh Wooding i es va llicenciar en dret. El 12 de gener de 2001 es va convertir per primera vegada en membre del parlament com a senadora de l'oposició baix el mandat del líder de l'oposició Patrick Manning. Després va exercir com a vicepresidenta del Senat i, posteriorment, ministra a l'Oficina del Primer Ministre el 2002. Més tard, va ser nomenada ministra d'Afers Jurídics el 2005. A les eleccions generals de Trinitat i Tobago de 2007, va ser escollida a la Cambra de Representants com a candidata del Moviment Popular Nacional (PNM) per Pointe-à-Pierre i va exercir com a ministra de Ciència, Tecnologia i Educació Terciària. El 23 de setembre de 2015 va ser escollida presidenta del Senat.
El 20 de gener de 2023, Kangaloo, amb 48 vots, va ser elegida com a Presidenta de la República de Trinitat i Tobago i prendrà possessió oficialment el 21 de març de 2023. El seu oponent, Israel Rajah Khan va rebre 22 vots.